# Poison Cake
«Poison Cake» (укр. Отруйний кекс) — пісня боснійсько-хорватського співака й автора пісень Марко Бошняка. Композицію, яку описують як історію помсти та самоствердження, було випущено 10 січня 2025 року лейблом Aquarius. Авторами пісні стали Бошняк, а також Бас Віссінк, Бен Пайн, Емма Ґейл та Філіп Майдак. «Poison Cake» представляла Хорватію на пісенному конкурсі «Євробачення» 2025 року.

## Передумови створення
Бошняк отримав «чернеткову демо-версію» пісні від Емми Ґейл, Бена Пайна та Баса Віссінка, які висловили побажання, щоб він подав композицію на відбірковий конкурс Dora. Текст був написаний Ґейл (Велика Британія) та Пайном (Ірландія), тоді як продюсуванням займався Віссінк (Нідерланди). За словами Бошняка, на відміну від іншого матеріалу, який йому пропонували для Dora, ця пісня справила на нього особливе враження. Завершальну роботу над композицією він здійснив разом із хорватським продюсером Філіпом Майдаком (Дуґаве). Саме завдяки йому трек набув «катарсичного й несистематичного» звучання з елементами індастріал-металу; Бошняк навіть зізнався, що хотів, аби Майдак виконав крик у записі.
Бошняк зазначив, що створення цієї пісні стало для нього «особистою революцією», адже воно трансформувало його як митця та як людину, звільнивши від очікувань, що він має створювати лише емоційні балканські балади.

## Композиція
Пісня створена під впливом казок «Білосніжка» та «Гензель і Ґретель», а також фільму «Прислуга» (2011). Вона описується як історія помсти та відстоювання себе, у якій використано метафору «позбавлення влади тих, хто зловживав своїм становищем». Трек поєднує «почуття гніву, жагу справедливості та емоції відплати».
Бошняк підкреслював, що «Poison Cake» стала для нього абсолютно новим досвідом: енергійною та несподіваною за змістом і звучанням. На його думку, композиція має багатовимірне значення, яке кожен слухач може інтерпретувати по-своєму. Музичне видання Wiwibloggs описало її як поєднання «попу, гаражу, опери та похмурих індастріал-бітів».

## Реліз
5 грудня 2024 року було оголошено список учасників Dora 2025, що підтвердило участь Бошняка з піснею «Poison Cake». Раніше він уже виступав на Dora 2022 з композицією «Moli za nas», посівши друге місце після Мії Дімшич із «Guilty Pleasure». Як відомий прихильник Євробачення, Бошняк відкрито заявляв про бажання перемогти у відборі, й невдовзі став одним із фаворитів конкурсу. 10 січня 2025 року всі пісні Dora були офіційно представлені, серед них і «Poison Cake». 31 березня 2025 року виконавець випустив акустичну версію композиції.